# Diplomystus
Diplomystus is een geslacht van uitgestorven straalvinnige beenvissen uit het Krijt tot het Eoceen, die ver verwant zijn aan de hedendaagse haringen, alen en sardinen. Fossielen van deze vis werden gevonden in Noord- en Zuid-Amerika. Het geslacht werd voor het eerst benoemd en beschreven door Edward Drinker Cope in 1877. Er zijn zeven soorten Diplomystus: D. dentatus (Cope, 1877), D. birdii, D. dubetreiti, D. shengliensis (Chang 1983), D. kokuraensis (Uyeno 1979), D. primotinus (Uyeno 1979) en D. altiformis.
Diplomystus dentatus (Cope, 1877) is goed bekend uit de lagere afzettingen uit het Eoceen van de Green River-formatie in Wyoming. Specimens variëren van larvale grootte tot 65 centimeter en worden vaak gevonden in nauwe associatie met de uitgestorven haring Knightia sp. De Green River-formatie is het overblijfsel van een groot meer waarvan de modder uiteindelijk zou worden omgezet in zachte calciethoudende schalie. Diplomystus kokuraensis (Uyeno 1979), Diplomystus primotinus (Uyeno 1979) en Diplomystus altiformis waren dominante dieren in een meerfauna uit het Vroeg-Krijt (de 'Diplomystus-Wakinoichthys Fauna') in wat nu Japan en Korea is.

## Beschrijving
Deze 21 cm lange vis had een vrij hoog lichaam met dunne, eivormige schubben, een homocerke staart, enkelvoudige rug- en aarsvinnen en een buikvin, die zich direct onder de rugvin bevond. De bek was sterk naar boven gebogen, wat erop duidde, dat deze vis zijn voedsel aan het wateroppervlak zocht.

## Leefwijze
Deze vis leefde in meren, waar hij zich voedde met kleine vissen.